# Cheilanthes hyaloglandulosa
Cheilanthes hyaloglandulosa là một loài dương xỉ trong họ Pteridaceae. Loài này được W. Jacobsen & N. Jacobsen mô tả khoa học đầu tiên.